# Élections législatives de 1946 dans l'Aube
Les élections législatives de 1946 dans l'Aube se déroulent le 10 novembre 1946 afin d'élire les quatre députés du département de l'Aube.

## Contexte
Après le rejet d'un premier projet de nouvelle constitution lors du référendum du 5 mai 1946, les Français sont appelés aux urnes le 2 juin 1946 pour désigner leurs représentants au sein d'une seconde assemblée constituante, prenant la suite de celle élue en octobre 1945.
À l'issue des travaux des parlementaires, un nouveau projet de constitution est soumis à l'approbation des Français lors du référendum du 13 octobre 1946. La victoire du oui (53,24 %) consacre l'avènement du nouveau régime et donne lieu à l'organisation de nouvelles élections générales afin d'élire les députés de la Ire législature de la IVe République.
Résultats du référendum constitutionnel du 13 octobre 1946 dans l'Aube :
| Choix | Voix   | %     |
| ----- | ------ | ----- |
| Oui   | 52 215 | 51,02 |
| Non   | 50 131 | 48,98 |

Le département de l'Aube est dominé depuis les élections constituantes de 1945 par le Parti républicain de la liberté (PRL) et son chef de file André Mutter, ancien membre du Conseil national de la Résistance et directeur du quotidien local L'Est éclair. Obtenant 33 % puis 38 % des suffrages en octobre 1945 et juin 1946, sa liste ne souffre aucunement de la concurrence du Mouvement républicain populaire (MRP) et du Rassemblement des gauches républicaines (RGR), tous deux marginaux dans le département.
À gauche, le rapport de force entre Parti socialiste SFIO et Parti communiste français (PCF), favorable au premier en octobre 1945, s'établit clairement en faveur du second en juin 1946, les socialistes perdant près de huit points d'une consultation à l'autre.

## Système électoral

### Organisation
Conformément à la loi n°46-2151 du 5 octobre 1946, la date des élections est fixée au dimanche 10 novembre 1946. La campagne officielle est ouverte à partir du vingtième jour qui précède la date du scrutin, soit le 21 octobre. Le scrutin est ouvert à 8h et clos à 18h dans toutes les communes du département. Un arrêté préfectoral peut toutefois avancer ou retarder ces horaires en tenant compte de certaines circonstances locales. En pratique les bureaux de votes ferment généralement à 20h dans les villes les plus importantes.
Est électeur tout citoyen français âgé de 21 ans au moins à la date de l'élection, jouissant de ses droits civils et politiques et inscrit sur une liste électorale. Est éligible tout citoyen français âgé de 23 ans au moins à la date de l'élection, jouissant de ses droits civils et politiques, inscrit sur une liste électorale et ayant fait acte de candidature sur une liste.
La date limite de dépôt des candidatures est fixée au 20 octobre 1946 à minuit. Chaque déclaration de candidature doit comprendre le titre de la liste ainsi que les nom, prénom, date et lieu de naissance, domicile, profession et ordre de présentation de chacun des candidats. Une liste doit comporter un nombre de candidats égal au nombre de sièges à pourvoir. Nul ne peut être candidat dans plus d'une circonscription ou sur plus d'une liste. Le mandataire de chaque liste verse à la Caisse des dépôts et consignations un cautionnement de 20 000 F par siège à pourvoir, uniquement restitué aux listes ayant obtenus un nombre de voix supérieur à 3 % des suffrages exprimés.

### Mode de scrutin
À l'instar des élections constituantes d'octobre 1945 et juin 1946, les élections législatives ont lieu au scrutin de liste à un tour avec représentation proportionnelle. La loi n°46-2151 du 5 octobre 1946 introduit cependant plusieurs modifications, à commencer par le nombre de députés de la nouvelle assemblée, fixé à 619, dont 544 pour la seule France métropolitaine, soit une augmentation totale de 33 sièges. Dans le département de l'Aube, qui forme une circonscription unique, le nombre de sièges (4) demeure inchangé.
Le mode de répartition des sièges est également simplifié en supprimant le système du quotient électoral, jugé superflu. L'ensemble des sièges à pourvoir dans chaque circonscription sont désormais uniquement attribués suivant la règle de la plus forte moyenne (détails ci-dessous).
La loi introduit une dose de vote préférentiel (sans panachage), permettant à l'électeur de modifier à sa convenance l'ordre de présentation des candidats de la liste sur laquelle se porte son choix. Il n'est cependant tenu compte de ces préférences exprimées que dans la mesure où le nombre des bulletins modifiés est supérieur à la moitié du total des suffrages recueillis par cette liste. Ce seuil élevé rend ainsi très improbable toute application pratique de cette disposition.

## Listes
| Liste | Liste                                                                                    | Tête de liste     | juin 1946 | juin 1946 |
| Liste | Liste                                                                                    | Tête de liste     | Voix      | Élus      |
| ----- | ---------------------------------------------------------------------------------------- | ----------------- | --------- | --------- |
|       | Parti républicain de la liberté Liste du Parti républicain de la liberté                 | André Mutter      | 38,19 %   | 2         |
|       | Parti communiste français Liste communiste et d'Union républicaine et résistante         | Marcel Noël       | 28,02 %   | 1         |
|       | Parti socialiste SFIO Liste du Parti socialiste SFIO                                     | Germain Rincent   | 22,06 %   | 1         |
|       | Rassemblement des gauches républicaines Liste du Rassemblement des gauches républicaines | Georges Combredet | 6,59 %    | 0         |
|       | Mouvement républicain populaire Liste du Mouvement républicain populaire                 | Pierre Couste     | 5,14 %    | 0         |

## Résultats

### Résultats généraux
|  | 39,47 |

|  | 29,23 |

|  | 20,40 |

|  | 6,29 |

|  | 4,60 |

|  | 78,13 |

### Répartition des sièges
À l'issue du scrutin, les sièges à pourvoir sont répartis suivant la méthode de la plus forte moyenne. Le nombre de suffrages recueillis par chaque liste est divisé par son nombre de siège augmenté d'une unité, et la liste obtenant ainsi la plus forte moyenne gagne un siège. Cette opération est répétée jusqu'à l'attribution de la totalité des sièges.
| Liste | Liste | Calcul                      | Sièges |
| ----- | ----- | --------------------------- | ------ |
|       | PRL   | 43 242 ÷ (0 + 1) = 43 242   | 1      |
|       | PCF   | 32 024 ÷ (0 + 1) = 32 024   | 0      |
|       | SFIO  | 32 024 ÷ (0 + 1) = 32 024   | 0      |
|       | MRP   | 6 892 ÷ (0 + 1) = 6 892     | 0      |
|       |       |                             |        |
|       | PRL   | 43 242 ÷ (1 + 1) = 21 621   | 1      |
|       | PCF   | 32 024 ÷ (0 + 1) = 32 024   | 1      |
|       | SFIO  | 32 024 ÷ (0 + 1) = 32 024   | 0      |
|       | MRP   | 6 892 ÷ (0 + 1) = 6 892     | 0      |
|       |       |                             |        |
|       | PRL   | 43 242 ÷ (1 + 1) = 21 621   | 1      |
|       | PCF   | 32 024 ÷ (1 + 1) = 16 012   | 1      |
|       | SFIO  | 22 351 ÷ (0 + 1) = 22 351   | 1      |
|       | MRP   | 6 892 ÷ (0 + 1) = 6 892     | 0      |
|       |       |                             |        |
|       | PRL   | 43 242 ÷ (1 + 1) = 21 621   | 2      |
|       | PCF   | 32 024 ÷ (1 + 1) = 16 012   | 1      |
|       | SFIO  | 22 351 ÷ (1 + 1) = 11 175,5 | 1      |
|       | MRP   | 6 892 ÷ (0 + 1) = 6 892     | 0      |

Aucune liste n'ayant recueilli une majorité de bulletins modifiés, l'ordre de présentation originel des candidats est maintenu lors de la répartition des sièges.

### Résultats par cantons
| Cantons                                                                                          | PRL    | PRL   | PCF    | PCF   | SFIO   | SFIO  | MRP   | MRP   | RGR   | RGR  |
| Cantons                                                                                          | Voix   | %     | Voix   | %     | Voix   | %     | Voix  | %     | Voix  | %    |
| ------------------------------------------------------------------------------------------------ | ------ | ----- | ------ | ----- | ------ | ----- | ----- | ----- | ----- | ---- |
| Aix-en-Othe                                                                                      | 1 098  | 48,95 | 918    | 32,28 | 556    | 19,55 | 116   | 4,08  | 156   | 5,49 |
| Arcis-sur-Aube                                                                                   | 1 828  | 48,24 | 915    | 24,15 | 642    | 16,94 | 254   | 6,70  | 150   | 3,96 |
| Bar-sur-Aube                                                                                     | 1 986  | 36,61 | 1 300  | 23,96 | 1 328  | 24,48 | 541   | 9,97  | 270   | 4,98 |
| Bar-sur-Seine                                                                                    | 1 492  | 40,39 | 790    | 21,39 | 988    | 26,75 | 244   | 6,61  | 180   | 4,87 |
| Bouilly                                                                                          | 1 303  | 40,09 | 742    | 22,83 | 882    | 27,14 | 175   | 5,38  | 148   | 4,55 |
| Brienne-le-Château                                                                               | 1 055  | 40,89 | 681    | 26,40 | 581    | 22,52 | 100   | 3,88  | 163   | 6,32 |
| Chaource                                                                                         | 1 429  | 48,84 | 547    | 18,69 | 608    | 20,78 | 159   | 5,43  | 183   | 6,25 |
| Chavanges                                                                                        | 652    | 41,61 | 410    | 26,16 | 345    | 22,02 | 66    | 4,21  | 94    | 6,00 |
| Ervy-le-Châtel                                                                                   | 1 391  | 48,06 | 746    | 25,78 | 404    | 13,96 | 125   | 4,32  | 228   | 7,88 |
| Essoyes                                                                                          | 1 135  | 42,81 | 655    | 24,71 | 551    | 20,78 | 169   | 6,37  | 141   | 5,32 |
| Estissac                                                                                         | 926    | 40,35 | 715    | 31,15 | 479    | 20,87 | 82    | 3,57  | 93    | 4,05 |
| Lusigny-sur-Barse                                                                                | 1 004  | 45,20 | 512    | 23,05 | 435    | 19,59 | 149   | 6,71  | 121   | 5,45 |
| Marcilly-le-Hayer                                                                                | 1 451  | 48,77 | 667    | 22,42 | 384    | 12,91 | 304   | 10,22 | 169   | 5,68 |
| Méry-sur-Seine                                                                                   | 1 866  | 47,88 | 825    | 21,17 | 813    | 20,86 | 185   | 4,75  | 208   | 5,34 |
| Mussy-sur-Seine                                                                                  | 810    | 36,70 | 722    | 32,71 | 410    | 18,58 | 177   | 8,02  | 88    | 3,99 |
| Nogent-sur-Seine                                                                                 | 1 584  | 38,60 | 1 319  | 32,14 | 688    | 16,76 | 270   | 6,58  | 243   | 5,92 |
| Piney                                                                                            | 889    | 47,77 | 377    | 20,26 | 350    | 18,81 | 100   | 5,37  | 145   | 7,79 |
| Ramerupt                                                                                         | 1 091  | 55,89 | 312    | 15,98 | 359    | 18,39 | 101   | 5,17  | 89    | 4,56 |
| Les Riceys                                                                                       | 488    | 29,63 | 515    | 31,27 | 375    | 22,77 | 214   | 12,99 | 55    | 3,34 |
| Romilly-sur-Seine                                                                                | 2 874  | 29,49 | 3 617  | 37,12 | 2 119  | 21,74 | 802   | 8,23  | 333   | 3,42 |
| Soulaines-Dhuys                                                                                  | 716    | 49,55 | 267    | 18,48 | 279    | 19,31 | 126   | 8,72  | 87    | 6,02 |
| Troyes (1 – 2 – 3)                                                                               | 14 377 | 36,23 | 13 560 | 34,18 | 8 035  | 20,25 | 2 211 | 5,57  | 1 495 | 3,77 |
| Vendeuvre-sur-Barse                                                                              | 1 100  | 48,06 | 459    | 20,05 | 475    | 20,75 | 132   | 5,77  | 123   | 5,37 |
| Villenauxe                                                                                       | 697    | 43,13 | 483    | 29,89 | 265    | 16,40 | 90    | 5,57  | 81    | 5,01 |
| Total                                                                                            | 43 242 | 39,47 | 32 024 | 29,23 | 22 351 | 20,40 | 6 892 | 6,29  | 5 043 | 4,60 |
| Source : Élections et référendums des 13 octobre, 10 et 24 novembre et 8 décembre 1946, Le Monde |        |       |        |       |        |       |       |       |       |      |

### Carte

Résultats par cantons :

## Députés élus
| N° | Député          | Parti | Parti |
| -- | --------------- | ----- | ----- |
| 1  | André Mutter    |       | PRL   |
| 2  | Marcel Noël     |       | PCF   |
| 3  | Germain Rincent |       | SFIO  |
| 4  | Henri Roulon    |       | PRL   |

## Analyse
La liste d'André Mutter enregistre son plus grand succès électoral dans l'Aube depuis la Libération, frôlant la barre des 40 % et reconduisant sans peine ses deux députés sortants. En seconde position, le Parti communiste français connaît une progression similaire qui le place tout près des 30 %, tout en accusant toujours un retard de plus de dix points sur la liste du PRL. Le Parti socialiste SFIO maintient quant à lui l'essentiel de ses positions de juin 1946, mais son déclin dans le département se confirme et se poursuit.
Loin derrière, le Mouvement républicain populaire et le Rassemblement des gauches républicaines restent incapables de peser face à l'hégémonie du Parti républicain de la liberté sur la droite et le centre.